# Alexandra London
Pour les articles homonymes, voir London.
Alexandra London, née le 29 avril 1973 à Paris, est une actrice française.

## Biographie
Alexandra London est mariée depuis 2003 avec l'acteur Olivier Sitruk.

## Filmographie
Sauf indication contraire, les informations mentionnées dans cette section peuvent être confirmées par les bases de données cinématographiques  présentes dans la section « Liens externes ».

### Cinéma
- 1989 : Les Maris, les Femmes, les Amants de Pascal Thomas : Brigitte
- 1992 : Van Gogh de Maurice Pialat : Marguerite Gachet
- 1995 : Le bonheur est dans le pré d'Étienne Chatiliez : Géraldine Bergeade
- 1996 : Mémoires d'un jeune con de Patrick Aurignac : Sophie
- 1996 : Le Cri de la soie d'Yvon Marciano : Aude
- 1997 : J'ai horreur de l'amour de Laurence Ferreira Barbosa : Marie
- 1999 : Pourquoi pas moi ? de Stéphane Giusti : Ariane
- 2000 : Les Destinées sentimentales d'Olivier Assayas
- 2000 : Les Frères Sœur de Frédéric Jardin : Julie
- 2004 : L'Ennemi naturel de Pierre Erwan Guillaume : la maîtresse de Tanguy
- 2009 : Je vais te manquer d'Amanda Sthers : Maria

### Télévision
- 1994 : Eugénie Grandet (téléfilm) de Jean-Daniel Verhaeghe : Eugénie Grandet
- 2000 : Victoire ou la Douleur des femmes (téléfilm) de Nadine Trintignant : Alexandra adulte
- 2002-2007 : La Crim' (série télévisée), 26 épisodes : Florence Bailly / Nadège Carvin
- 2007 : Le Clan Pasquier (mini-série) de Jean-Daniel Verhaeghe : Clémence
- 2010 : Le Gendre idéal 2 (téléfilm) d'Arnaud Sélignac : cliente bio
- 2010 : Profilage (série télévisée), épisode Réussir ou mourir : Dr Ribrioux
- 2012 : Le Sang de la vigne (série télévisée), épisode Mission à Pessac : Jeanne Laville

## Nominations
Sauf indication contraire, les informations mentionnées dans cette section peuvent être confirmées par la base de données cinématographiques IMDb,  présente dans la section « Liens externes ».
- César 1992 : meilleur espoir féminin pour Van Gogh
- Prix Michel-Simon 1998 : meilleure actrice pour J'ai horreur de l'amour